# CUV Alcorcón
CUV Alcorcón (fullständigt namn på spanska: Club Unificado Voleibol Alcorcón) är en volleybollklubb från Alcorcón, Spanien. Klubben grundades under namnet CV Alcorcón säsongen 1977/1978. Deras damlag gick under 1980-talet genom seriesystemet och nådde 1987/1988 en tredjeplats i högsta serien. Under de följande åren tillhörde laget de främsta i landet med en mästerskapstitel 1988/1989 och två cuptitlar 1993 och 1994 som främsta prestationer. CV Alcorcón gick 1995 samman med andra lokala lag och bildade CUV Alcorcón. Den klubben har både dam- och herrlag som i allmänhet spelat i näst högsta eller tredje högsta serien.